# Royaume de Tambapanni
543 av. J.-C. – 505 av. J.-C.
Entités précédentes :
- Clans antiques du Sri Lanka

Entités suivantes :
- Royaume d'Upatissa Nuwara

Le Royaume de Tambapanni, est le premier royaume connu du Sri Lanka, et un des royaumes du Rajarata. 
L'histoire de ce royaume a été mise en vers dans une chronique bouddhiste, le Mahavamsa.

## Étymologie
Tambapanni, mot qui peut aussi s'écrire Thambapanni, est un nom dérivé du mot sanskrit Tāmraparṇī. Ce terme, qui signifie couleur du bronze, renvoie ici au fait que lorsque le Prince Vijaya, qui passe pour être le premier souverain de l'île, arriva sur les terres du Sri Lanka, la poussière du sol était rouge.
Sachant que ce nom donné à l'île, Tambapanni, était un nom traduit du Pali, Tamira Varni, le mot grec Taprobane que l'on retrouve dans la littérature grecque du IVe siècle av. J.-C. est dérivé de celui-ci.

## Histoire

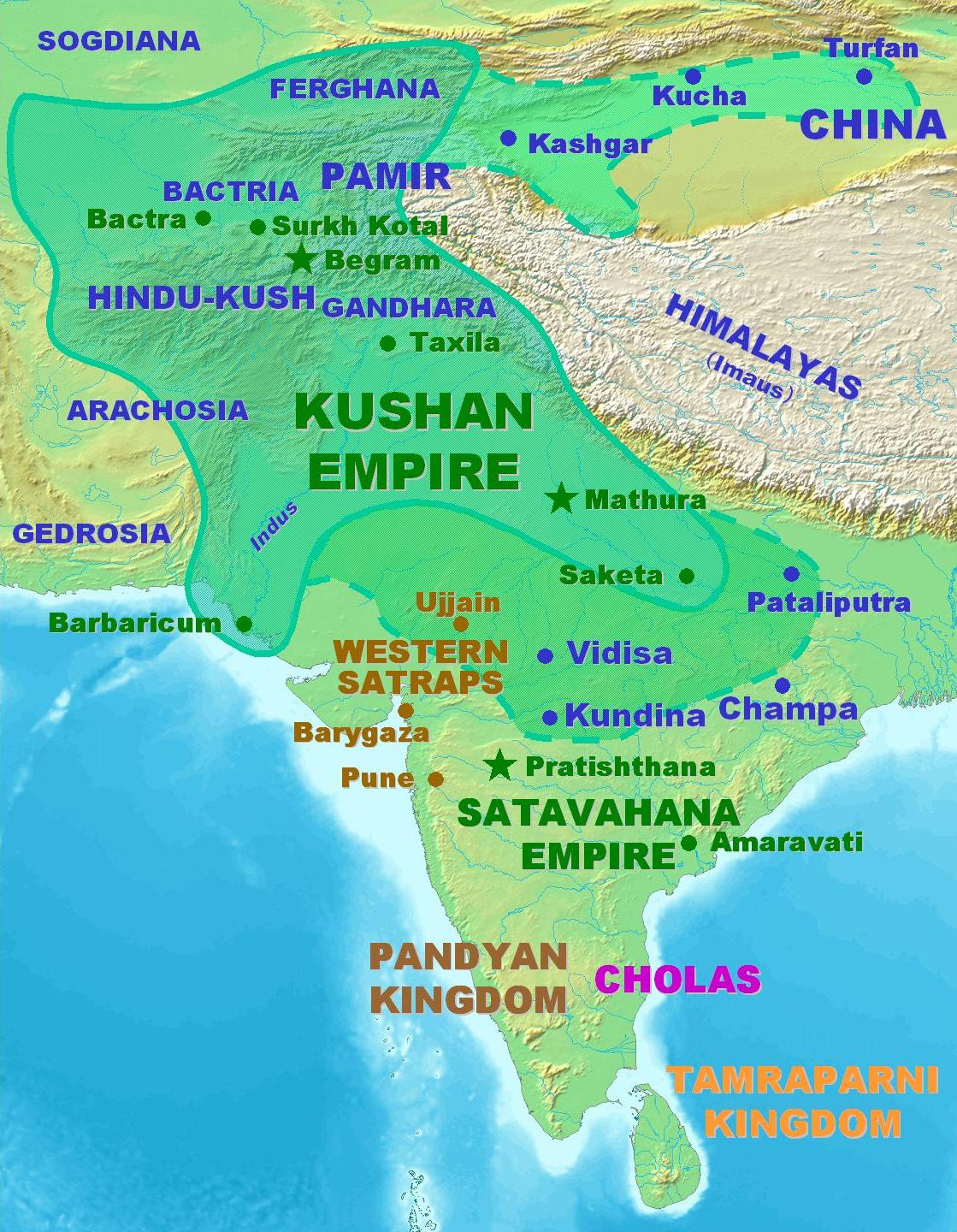
Continent indien pendant l'antiquité.